# Tetravalens
Tetravalens betyder at et kemisk element har mulighed for at sætte sig sammen med 4 andre atomer.